# Kasační stížnost
Kasační stížnost je v České republice mimořádným opravným prostředkem používaným ve správním soudnictví.
Lze jí napadnout pravomocná rozhodnutí krajských soudů jakožto soudů prvního stupně ve správním soudnictví, a to z poměrně širokého výčtu kasačních důvodů. Kromě vad řízení a chybného právního posouzení lze namítat i nesprávné hodnocení důkazů soudem prvního stupně, nové důkazy však navrhovat není možné. V řízení o kasační stížnosti musí být stěžovatel, který nemá sám právnické vzdělání, zastoupen advokátem.
O kasačních stížnostech rozhoduje Nejvyšší správní soud. Ten může napadené rozhodnutí zrušit a vrátit k novému rozhodnutí krajskému soudu se svým závazným právním názorem, případně může sám podle povahy věci rozhodnout (např. zrušit správní žalobou napadené rozhodnutí správního orgánu).
Soudní poplatek za kasační stížnost je 5 000 Kč.